# یواس‌اس ردی ردی (پی‌جی-۸۷)
یواس‌اس ردی ردی (پی‌جی-۸۷) (به انگلیسی: USS Ready (PG-87)) یک کشتی است که طول آن 164 ft 6 in می‌باشد. این کشتی در سال ۱۹۶۷ ساخته شد.